# 변숙
변숙(邊(邉)肅, ?~1399년)은 고려의 관료이자 원주 변씨 전서공파의 파조이다. 변안렬과 변숙은 숙부와 조카 관계이다. 변안렬은 원주 변씨 시조이다.
변숙은 변안렬의 형인 변안백(邊(邉)安伯)의 둘째 아들이며 변량(邊(邉)諒)의 첫째 아들이 변안백(邊(邉)安伯)이고 둘째 아들이 변안렬(邊(邉)安烈)이다. 변안백(邊(邉)安伯)은 원나라에서 심양후(瀋陽侯)를 지냈다. 변량(邊(邉)諒)은 변순(邊(邉)順)의 아들이고, 고려에서 벽상삼한 삼중대광 문하판삼사 상호군을 지냈다.

## 생애
• 변숙(邊(邉)肅)이 변안렬로부터 명을 받아 원주 변씨 본관을 원주로 하였다. 변숙의 자(字)가 자엄(子嚴)이고 호(號)가 모려당(慕麗堂, '당' 은 호의 붙이는 존칭)이고 시호(諡號) 또는 휘(諱)가 문절(文節)이다
• 1351년(지정至正 신묘년辛卯年)에 노국공주가 고려에 올 때 변안렬이 수장이었다. 변숙은 제6학사(학사들 중 6번째 학사)로서 고려에 왔다. 노국공주와 3명의 대장과 8명의 학사가 같이 고려로 왔고 그들은 공소(孔紹), 변숙 (邊肅), 황보영 (皇甫榮), 감규 (甘揆), 독고억 (獨孤億), 황석기 (黃石奇), 장경(張敬), 노은경(盧誾儆), 방두현(龐斗賢), 서문기(西門記), 안만세(安萬世), 양기(楊起), 음준(陰俊), 전유겸(錢惟謙), 정사조(程思組), 팽적(彭逖)이다. 그리고 변숙은 고려에서 '가정대부(嘉靖大夫)'의 '호부전서(戶部典書)'에 이르렀다. 호부는 조세 및 국가 재정과 관련된 부분을 담당하는 부서이고, 전서는 현재 장관에 해당된다.
• 변숙은 고려의 장래가 위태할 때 변숙과 조림맹은 고려 왕 공민에 충성을 다 할 것을 맹세하였다. 정몽주가 살해당했다는 소식을 듣고, 변숙과 정몽주는 서로 의지하고 함께 했던 사람이라고, 변숙은 슬퍼했다. 정몽주(鄭夢周)의 아호는 포은이다. 태조(이성계)가 이를 알고 변숙의 처와 자식을 감옥에 가두었고, 변숙은 아들, 변을충과 서쪽에 있는 벽란진을 건너갔다. 변숙은 고려가 망하자 왕을 두명 모실수 없다는 충절을 지켜, 배천 지역으로 거처를 옮기고 그 곳에 사는 사람들을 모려절사(慕麗節士)라 하였다. 두문동(杜門洞) 72현 중의 한 사람이다. 모려절사(慕麗節士)란 고려를 동경하고, 절개를 지킨다는 뜻이다. 두문동은 개풍군 광덕면 광덕산 서쪽 기슭 옛지명이다. 두문동칠십이인(杜門洞七十二人) 또는 두문동칠십이현(杜門洞七十二賢)은 고려 멸망 직후 고려에 충성을 다하고 절개를 지켰다고 전하는 72인의 유신(遺臣)들을 가리킨다. 두문동칠십이현은 근대화 이전 우리나라의 대표적 절개(節槪)와 충(忠)의 표상이었다. 묘소는 연안군 동면 용수산 동쪽 기슭에 있는 재경동(개성 근처)에 위치하고 있다. 변숙은 1399년에 사망했다.

## 후손
전서공파(典書公派) 후손인 변숙(邊(邉)肅)의 후손은 원주 변씨 전서공파 21세대(원주 변씨 22세대)인 변응주까지 600년 이상을 지금의 개성(또는 개풍 또는 연백)에 살았다. 변숙의 후손은 변을충乙忠, 변확確(호조참의), 변자정自靖(호조참의), 변위偉(좌찬성), 변량보良輔(첨중추), 변수洙(호조참판)로 이어지고 변량보(邊(邉)良輔)는 원주 변씨 전서공파(典書公派) 중 첨지공파(僉知公派)의 시조이다. 다음 세대로는 변이진以震(병조참의), 변환寏(통덕랑), 변상담尙聃(첨중추), 변문璊, 변한국翰國, 변경인慶仁(통덕랑), 변태화泰和, 변동우東羽, 변지현志賢, 변석연錫淵, 변승필承弼, 변형식馨植, 변희풍熙豊, 변응주應周, 변종호鍾昊, 변근호根浩, 변민호珉浩로 이어졌다. 변이진(邊(邉)以震)은 전라좌수우후(全羅左水虞侯)로서 1640년 2월 16일 (인조18: 경진) 바다에서 왜적을 만나 영암 칠산(전라남도 무안군 해제면 송석리)에서 순절하였다. 변응주(邊(邉)應周)는 한국전쟁 때, KLO(Korea Liaison Office)부대에서 근무했으며, 아모레퍼시픽(주)을 창립멤버이기도 하다.

## 참고 자료
- 변희풍(邊(邉)熙豊). '원주변씨 전서 및 첨지공파 세보: 가승.’ 원주변씨 21세대 또는 원주변씨 전서공파 20세대 또는 원주 변씨 첨지공파 15세대 후손. 1996.
- 변응주(邊(邉)應周). 과거로 미래를 엮다: 원주 변씨 전서공파 비문. 부크크(Bookk). 2024. ISBN 979-11-419-6668-3. 구글북스
- '원주변씨 전서공파 세보’. 원주변씨 전서공파  종친회, 2006.
- '원주변씨 전서공파 비상단(碑狀單 비문에 기록된 조상이야기)'. 원주변씨 전서공파 종친회, 1986.
- 전서 및 첨지공파 한국 원주변씨 직계이야기:1138-2016, 부크크(Bookk). 2024. ISBN: 9791141089443
- Chŏnsŏ mit Ch'ŏmji Kongp'a Han'guk Wŏnju Pyŏn Ssi chikkye iyagi (전서 및 첨지공파 한국 원주변씨 직계이야기). LIBRARY OF CONGRESS 미국 의회도서관. 101 Independence Ave SE, Washington, DC 20540 USA. 프린스턴대학 도서관 소장. 하버드대학 도서관 소장. 국립중앙도서관  999.82-24-29
- Kwagŏ ro mirae rŭl yŏkta : Wŏnju Pyŏn Ssi Chŏnsŏgongp'a pimun / Pyŏng Ŭng-ju chiŭm (Weaving the past into the future : inscription of the Duke Jeonseo Fraction of the Wonju Byun Clan / Eungzou Byun). 과거로 미래를 엮다 : 원주 변씨 전서공파 비문 / 변응주 지음. LIBRARY OF CONGRESS 미국 의회도서관. 프린스턴대학 도서관 소장. 하버드대학 도서관 소장. 국립중앙도서관 999.82-25-1
- '광덕면지(光德面誌, 개풍군 광덕면)’. 우인스, 2006. 5. 26. ISBN 978-89-88737-15-7-03060
- '원주변씨 첨추공파 거촌문중보 문헌집’. 열화당, 2020. ISBN 978-89-301-0681-8
- 두문동칠십이인
- 당신의 할아버지 이야기 ISBN:9791193577967
- THE STORY OF…. Your Great-Grandfathers: Duke Jeonseo and Cheomji Fraction of Wonju Byun Clan 1138~1945 ISBN: 9791193655818
- 변숙 원주변씨 전서공파